# Oumar Diouhé Bah
Pour les articles homonymes, voir Ba (nom de famille).
Oumar Diouhé Bah, né le 26 octobre 1976 à Kambanya, Télimélé en république de Guinée, est un pharmacien-biologiste et personnalité politique guinéenne.
Ministre de la santé et de l'hygiène publique du 21 novembre 2023 au 19 février 2024 dans le Gouvernement Bernard Goumou puis depuis le 13 mars 2024 dans le Gouvernement Bah Oury.
Directeur et fondateur du laboratoire de biologie médicale BIOMAR-24 inauguré le 27 janvier 2018,.

## Biographie et études
Oumar Diouhé Bah, né le 26 octobre 1976  à Kambanya, sous-préfecture de Sinta, dans la préfecture de Télimélé, en Basse Guinée.
Oumar Diouhé a fait ses études primaires à l'école primaire de Kambanya d'où il a eu son certificat d’études primaires (CEP) en 1990, puis ses études secondaires au collège de Sinta jusqu'en 1994 à l'obtention du BEPC.
Il rejoint Kindia, au lycée Bambam pour la 11eme et 12eme année et la terminale au Lycée Wossou (actuel 28 septembre) pour la suite de ses études secondaires options sciences expérimentales. Il décroche les baccalauréats I et II respectivement en 1996 et 1997.
Oumar Diouhé est orienté à Conakry, il fait des études universitaires au département de pharmacie  à la faculté de médecine, pharmacie et d’odontostomatologie, d'où il est diplômé d'un doctorat d’Etat en Pharmacie en 2002. Issu de la 37e promotion de pharmacie de l’Université Gamal Abdel Nasser de Conakry.
Entre 2005 et 2010, dans le cadre du DES de Biologie médicale, il se rendra périodiquement au centre hospitalier universitaire Yalgado Ouédraogo de Ouagadougou puis au centre hospitalier régional universitaire de Tours - CHU de Tour, en France. Formation organisée par l'Université libre de Bruxelles et l'Université de Mons-Hainaut en Belgique et l'Université de Tours en France, l'Université de Ouagadougou au Burkina Fasso et l'Université de Conakry en Guinée.

### Activités académiques
Oumar Diouhé est depuis 2009, chargé de cours au département de pharmacie de l’université Gamal Abdel Nasser de Conakry Guinée à la faculté de médecine pharmacie odontostomatologie, cumulativement depuis 2010, dans l'encadrement des étudiants et stagiaires nationaux et étrangers au laboratoire Biomar 24 de Conakry.
Entre janvier 2014 et décembre 2016, il est chargé des cours d’hématologie à l’Université Koffi Annan de Guinée au département pharmacie à la faculté des sciences médicales.

## Parcours professionnel

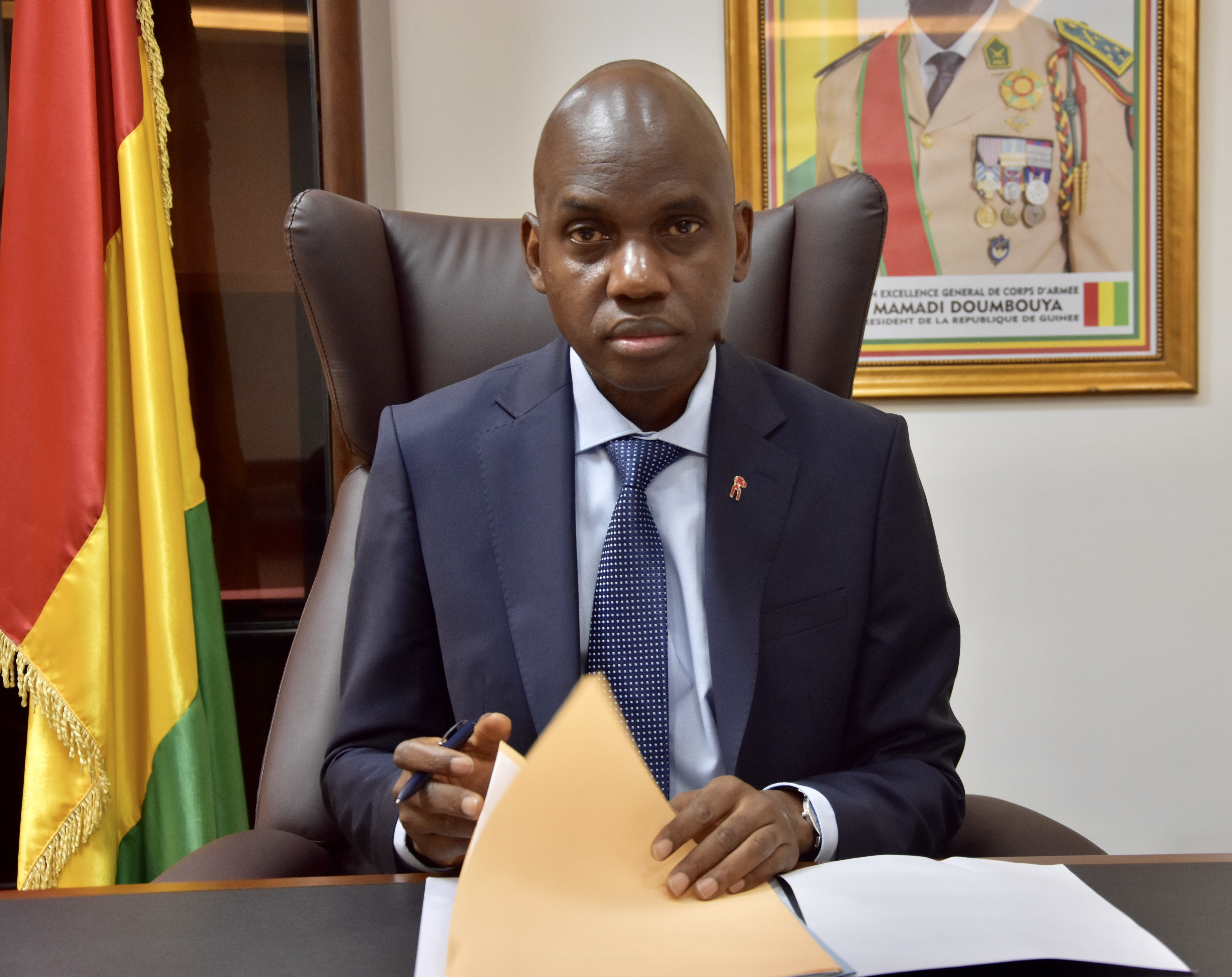

Oumar Diouhé devient entre 2013 et 2015, directeur adjoint de la pharmacie Univers Conakry, cumulativement de 02 août 2010 et le 30 novembre 2015, responsable du laboratoire d’analyses médicales de la Clinique Ambroise Paré de Conakry Guinée. En décembre 2015, il met en place laboratoire de biologie médicale BIOMAR-24,, qui sera inauguré en janvier 2018.
Il participera au programme du département d'État des États-Unis international visitor leadership program (en), public health infectious diseases (IVLP USA 2016) du 11 mars au 03 avril 2016 aux États-Unis.
Avant d'être ministre, Oumar Diouhé Bah était le directeur national de la pharmacie et du médicament au ministère de la santé depuis janvier 2022,. A ce titre il a agi avec célérité par la saisie de cent conteneurs de faux médicaments, ce qui lui a valu les félicitations du délégué général de la Fondation OPALS Marc Gentilini. Avec son département, ils interdisent la vente des médicaments sur des étals et la fermeture des structures non agréées.
Il accède par décret le 21 novembre 2023, à la fonction de Ministre de la santé et de l'hygiène publique, en remplacement de Mamadou Péthé Diallo et le 15 juin 2022, il est nommé membre du conseil d’administration de la pharmacie centrale de Guinée.
Le 19 février 2024, le gouvernement Bernard Goumou dont il est membre est dissout par le Comité national du rassemblement pour le développement (CNRD).
Le 13 mars 2024, il est reconduit à son poste dans le gouvernement Bah Oury.

## Prix et reconnaissance
- 26 décembre 2023 : Galon de Colonel pour le sacrifice consenti pendant l’incendie du dépôt des hydrocarbures de Conakry[10] ;
- 11 mars 2023 : Prix d’excellence Dr. Gabriel Sultan de l’assainissement du secteur de la santé et de l’amélioration de la gouvernance sanitaire par l’ONG La TABALA ;
- 23 Juillet 2022 : Satisfécit de la coordination des jeunes pharmaciens de Guinée pour service rendu à la profession ;
- 14 mars 2019 : Prix d’excellence Dr. Gabriel Sultan du personnel de laboratoire 2018 attribué par l’ONG La TABALA en collaboration avec le CNOSCG[5] ;
- 22 décembre 2019 : satisfécit de l’émission Dites moi tout docteur de la radio télévision guinéenne RTG ;
- 31 janvier 2019 : satisfecit de l’école privée de santé les Sauveurs pour la contribution au renforcement des capacités des étudiants[réf. nécessaire].